# أفيرا
أفيرا (بالإنجليزية: Avira)‏ شركة محدودة ألمانية وهي مختصة في برامج مكافحة الفيروسات وتعتبر حاليا واحدة من الشركات الرائدة في هذا المجال في العالم حيث أنه يستطيع مسح أي فيروس بسهولة مطلقة وأيضا سريع جدا في البحث ويتوفر منه نسخة مجانية ونسخة تجارية.

## النسخة التجارية
تستطيع هذا النسخة ان تمحي وتحذف معظم الفيروسات وهي موجهة إلى الشركات لكن بالدفع.

## النسخة المجانية
هذه النسخة هي الأكثر استخدما حسب مواقع الإحصائيات وكما انه أفضل برامج الانتي فيروس المجانية عيبها انه لا تستطيع تحمي جميع الفيروسات ولكن تسطيع ان تكتشفه بدون حذفها. يتم تحديثها بشكل منتظم وسلس لكن في بعض الاحيان يتأخر وصول التحديث لاي سبب من الاسباب

## شركاء
تقدم أفيرا محركها المضاد للفيروسات في شكل مجموعة تطوير برمجيات لتطبيقها في منتجات تكميلية. يشمل شركاء أفيرا الاستراتيجيين والتقنيين الكنسي، شبكات CYAN، IBM، والاستخبارات AG، ومايكروسوفت، نوفيل، OPSWAT، التآزر الأنظمة وغيرها.
في 4 سبتمبر 2014 ، أعلنت أفيرا عن شراكة مع دروب بوكس، لدمج أمان أفيرا مع إمكانات دروب بوكس «المزامنة والمشاركة».
اشترت مجموعة انوستكورب في المنامة (البحرين) ما يقرب من 100% من الحصص في شركة للدفاع السيبراني ‘ أوفيرا في صفقة مع مؤسسها تجارك أورباخ., فقد اشترت شركة الاستثمار أوفيرا الحصص في صفقة تم وقوعها بسعر 180 مليون دولار في إبريل 2020 وتضم أعضاء مجلس الإدارة لهيئة الاستثمار من العائلة المالكة من السعودية وكويت وبحرين والإمارات وغيرها . تحتفظ الحصص الأولية في الشركة، والتي تشكل 20% من إجمالي الحصص صندوق ثروة سيادية تابع لمجموعة مبادلة التي تقع في أبو ظبي منذ عام 2017 وتعتبر الإمارات العربية المتحدة مقرا لشركة الأمن السيبراني المزعومة بنفسها المسمي بداركماتر ‘ التي تعرضت لانتقادات بسبب انتهاكها للقانون الإنساني الدولي بالتجسس على المعارضين والناشطين والمنافسين السياسيين والصحفيين ومن بعضهم محتجزين في الدول الخليجية. وهناك دعوي شديدة ان هيئة الاستثمار قامت بالهجومات السيبرانية تجاه مسؤولي فيفا والمراقبة في اغتيال جمال خاشوجي ويمتلك محمد بن زايد آل نهيان معهدا يسمي إي سي أس أس آر الذي يقال إنه تستخدمه الإمارات في التأثير على الأكاديميين الألمانيين لكسب القوى الناعمة لصالح الإمارات.

## وصلات خارجية
- الموقع الرسمي